# Le Mystère de la rue Jacob
Le Mystère de la rue Jacob — The Jacob Street Mystery, dans l'édition originale britannique et The Unconscious Witness, dans l'édition originale américaine —  est un roman policier britannique de Richard Austin Freeman publié en 1942. C'est le 21e et dernier roman de la série mettant en scène le Dr John Thorndyke.

## Résumé
Un beau jour de mai, Tom Pedley, artiste-peintre spécialisé dans les paysages, installe son chevalet dans un petit bois. Dissimulé par un buisson, il entend deux hommes qui parlent à voix basse passer sur le sentier. Quand il jette peu après un coup d'œil sur le chemin, il y observe une femme au très singulier comportement. Nul doute, elle semble avoir pris les inconnus en filature. Intrigué, Pedley observe la scène, puis hausse les épaules et s'en désintéresse. Il rentre à son studio du no 38 de la rue Jacob, mais en prenant le thé cet après-midi-là, il décide de peindre un tableau évoquant l'étrange incident. Il l'intitulera L'Espionne, avec le personnage de la jeune femme à l'avant-scène, reproduite de façon détaillée, et les deux étrangers au fond de la perspective. 
Une semaine plus tard, il travaille toujours à sa nouvelle toile quand son ami Mr Polton, rencontré dans un magasin d'antiquités de Soho, arrive avec une trouvaille : un pot en étain, tel que le peintre en désirait un, trouvé chez un antiquaire à Shoreditch et remis à neuf par les soins du valet du Dr Thorndyke. Polton donne aussi à l'artiste des découpures de journaux qui relatent les circonstances entourant un mystérieux crime commis dans un bois. La victime est un homme qui a succombé à l'administration de force d'un poison. Or un artiste-peintre, vu sur les lieux par des témoins, est activement recherché par la police. Tom Pedley comprend qu'il doit faire une déposition à la police et, comme par hasard, l'inspecteur Blandy fait alors son entrée et interroge le suspect, sans résultat.
Les semaines passent. Mrs Schiller, une artiste moderne séparée de son mari, devient la voisine de Pedley. Pendant que l'avocat William Vanderpuye, un ami du Dr Thorndyke, se présente chez Pedley pour lui commander un portrait, la voisine rend sa visite quotidienne. Mr Vanderpuye est immédiatement sensible au charme de la jeune femme, et une relation étroite se développe entre eux.
Un jour, Tom Pedley montre L'Espionne qu'il vient de faire encadrer à Mrs Schiller qui suggère de faire une escapade dans les bois avec l'artiste et l'avocat. Sur les lieux, Tom installe son chevalet et laisse les amoureux le quitter. Ce qu'il ne sait pas, c'est qu'il les voit pour la dernière fois. Après quelque temps, un peu inquiet, Pedley fait appel à Polton qui décide de faire une visite au domicile de Mrs Schiller. Le peintre et Polton découvrent alors le corps d'une femme inconnue, empoisonnée au cyanure, dans la chambre hermétiquement close de Mrs Schiller. Le Dr Thorndyke aura fort à faire pour démêler cette affaire particulièrement complexe.

## Particularités du roman
Au début du récit, Polton fait allusion à l'affaire racontée dans Monsieur Penrose, l'excentrique.

## Éditions
Éditions originales en anglais
- (en) Richard Austin Freeman, The Jacob Street Mystery, Londres, Hodder and Stoughton, 1942 (OCLC 11460087)
- (en) Richard Austin Freeman, The Unconscious Witness, New York, Dodd Mead, 1942.

Éditions françaises
- (fr) Richard Austin Freeman (auteur) et M. G. de Maret (traducteur), Le Mystère de la rue Jacob [« The Jacob Street Mystery »], Paris, La Boétie, 1945, 336 p.
- (fr) Richard Austin Freeman (auteur) et M. G. de Maret (traducteur) (trad. de l'anglais), Le Mystère de la rue Jacob [« The Jacob Street Mystery »], Paris, Librairie des Champs-Élysées, coll. « Le Masque. Les Maîtres du roman policier no 2375 », 1998, 317 p. (ISBN 2-7024-2881-9, BNF 36984155)